# هوپ هاینز
هوپ هاینز (به انگلیسی: Hope Haynes) یک کشتی است که طول آن ۱۰۸ فوت (۳۳ متر) می‌باشد. این کشتی در سال ۱۸۸۰ ساخته شد.